# Агідельський міський округ
Агіде́льський міський округ (рос. Агидельский городской округ) — адміністративна одиниця Республіки Башкортостан Російської Федерації.
Адміністративний центр та єдиний населений пункт — місто Агідель.

## Населення
Населення району становить 14601 особа (2019, 16370 у 2010, 18721 у 2002).